# Debashree Roy
Debashree Roy, ou Debasree Roy, née  le 8 août 1962 à  Calcutta, est une actrice du cinéma indien, danseuse, chorégraphe, femme politique et militante des droits des animaux indienne.  En tant qu'actrice, elle est connue pour son travail dans le cinéma hindi et bengali. Elle a été citée comme la « reine en titre du cinéma commercial bengali ». Elle a joué dans plus d'une centaine de films et a remporté plus de quarante prix, dont un National Film Award, trois Prix de l'association des journalistes cinématographiques du Bengale, cinq Kalakar Awards et un Anandalok Puraskar (en).  En tant que danseuse, elle est connue pour ses adaptations scéniques des différentes formes de danses folkloriques indiennes ainsi que pour ses formes de danse innovantes imprégnées d'éléments de la danse classique, tribale et folklorique indienne. Elle est productrice, chorégraphe et l'élément premier de la troupe de danse Natraj.
Elle est la fondatrice de la Fondation Debasree Roy, une organisation à but non lucratif qui œuvre pour la cause des animaux errants,,. Roy est membre de l'Assemblée législative de la circonscription de Raydighi Abad (en), depuis 2011.
Elle tient son premier rôle d'actrice dans le film bengali Pagal Thakur (1966) de Hiranmoy Sen, dans lequel elle est le jeune Râmakrishna. Son premier rôle principal est dans le film bengali Nadi Theke Sagare (en) (1978) d'Arabinda Mukhopadhyay.